# Bangladesh nos Jogos Olímpicos de Verão da Juventude de 2010
Bangladesh participou dos Jogos Olímpicos de Verão da Juventude de 2010 em Cingapura. Sua delegação foi composta de seis atletas que competiram em três esportes.

## Natação
| Evento                    | Atleta          | Qualificação | Qualificação | Semifinais  | Semifinais   | Final       | Final       |
| Evento                    | Atleta          | Resultado    | Posição      | Resultado   | Posição      | Resultado   | Posição     |
| ------------------------- | --------------- | ------------ | ------------ | ----------- | ------------ | ----------- | ----------- |
| 50 m borboleta masculino  | Juwel Ahmed     | 28.66        | 16º (5º q1)  | 28.19       | 15º (7º sf1) | Não avançou | Não avançou |
| 100 m borboleta masculino | Juwel Ahmed     | 1:02.97      | 31º (7º q2)  | Não avançou | Não avançou  | Não avançou | Não avançou |
| 50 m livre masculino      | Mahfizur Rahman | 25.12        | 29º (1º q3)  | Não avançou | Não avançou  | Não avançou | Não avançou |
| 50 m borboleta feminino   | Sonia Akter     | 32.93        | 21º (7º q1)  | Não avançou | Não avançou  | Não avançou | Não avançou |
| 100 m borboleta feminino  | Sonia Akter     | 1:14.52      | 32º (5º q2)  | Não avançou | Não avançou  | Não avançou | Não avançou |

## Tiro
| Carabina de ar 10 m feminino | Sadiya Sultana | 96 | 98 | 99 | 97 | 390 | 10º | Não avançou | Não avançou | Não avançou | Não avançou | Não avançou | Não avançou | Não avançou | Não avançou | Não avançou | Não avançou | Não avançou | Não avançou | Não avançou |

## Tiro com arco
| Evento               | Atleta                                   | Qualificatória | Qualificatória | 1ª rodada                                         | Oitavas-de-final                                | Quartas-de-final                           | Semifinais                                     | Final                                              | Pos. final |
| Evento               | Atleta                                   | Resultado      | Pos.           | Oponente Resultado                                | Oponente Resultado                              | Oponente Resultado                         | Oponente Resultado                             | Oponente Resultado                                 | Pos. final |
| -------------------- | ---------------------------------------- | -------------- | -------------- | ------------------------------------------------- | ----------------------------------------------- | ------------------------------------------ | ---------------------------------------------- | -------------------------------------------------- | ---------- |
| Individual feminino  | Beauty Ray                               | 516            | 29º            | USA Rosie Purdy D 0-6                             | Não avançou                                     | Não avançou                                | Não avançou                                    | Não avançou                                        | 17º        |
| Individual masculino | Emdadul Haque Milon                      | 628            | 12º            | CAN Timon Park V 6-2                              | FIN Joni Hautamaki V 6-0                        | RUS Bolot Tsybzhitov D 0-6                 | Não avançou                                    | Não avançou                                        | 7º         |
| Equipes mistas       | Beauty Ray e GBR Mark Nesbitt            |                |                | ESP Miriam Alarcon/ BAN Emdadul Haque Milon D 4-6 | Não avançou                                     | Não avançou                                | Não avançou                                    | Não avançou                                        | --         |
| Equipes mistas       | Emdadul Haque Milon e ESP Miriam Alarcon |                |                | BAN Beauty Ray/ GBR Mark Nesbitt V 6-4            | POL Aleksandra Wojnicka/ GBR Yagiz Yilmaz V 7-3 | AUS Alice Ingley/ JPN Tsukushi Koiwa V 6-5 | GRE Zoi Paraskevopoulou/ SLO Gregor Rajh D 1-7 | TUR Begunhan Unsal/ SIN Abdud Dayyan Jaffar* D 5-6 | 4º         |

* - Disputa pelo bronze.